# Rafael Anglès i Herrero
Rafael Anglès i Herrero (Ràfels, Matarranya, 1730 - València, 9 de febrer de 1816) fou un compositor i mestre de capella de la Franja de Ponent.
Va ser mestre de capella de la col·legiata d'Alcanyís (Aragó) fins que, tal com diuen les Actes Capitulars d'Alcanyís, van declarar vacant la plaça el 16 de febrer de 1762 per l'ascens de Rafael Anglès a l'orgue de la seu de València, en substitució de Vicent Rodríguez, lloc que ocupà fins a la seva mort. També fou catedràtic de cant pla al seminari valencià. El seu estil de composició a les obres per a teclat és fortament individual i digne de ser estudiat.
Joaquim Nin fou el primer en publicar tres obres seves dins la col·lecció Classiques Espagnols du Piano (París, 1925), Per més dades de publicacions vegeu l'apartat dedicat a l'autor a aquesta pàgina: http://voortman-musik.npage.de/. A l'arxiu de la catedral d'Oriola hi ha un villancet al Santíssim a vuit veus, violins i baix continu: Brillantes Luceros. Es conserven obres seves als arxius musicals de les Oriola, de València i a la Biblioteca de Catalunya.
La seva música fou molt influïda per l'estil de Haydn. Tanmateix, algunes de les seves obres suggereixen encara una manifestació tardana de l'estil barroc.